# Especificación
Para el término de Derecho, véase Especificación (derecho)
Instrucciones detalladas proporcionadas en conjunción con los planos y las copias del Plano de construcción. Las especificaciones frecuentemente describen los materiales a ser usados, dimensiones, colores, o técnicas de construcción. Los detalles específicos sobre los materiales de construcción, técnicas, dimensiones, y los trabajadores de otros elementos deben utilizar en un Proyecto, junto con los planos y planes.